# Gran Sol
Gran Sol és un calador situat en l'Atlàntic Nord, entre els paral·lels 48 i 60, a l'oest de les illes britàniques. Destaca per la riquesa pesquera, especialment per l'existència de lluç, una espècie de gran rendiment econòmic.
Des d'antic el calador de Gran Sol ha estat explotat pels pescadors portuguesos, gallecs, espanyols, bascs, bretons…, que naveguen des de la costa cantàbrica i atlàntica a pescar en les seves aigües. Aquesta mar destaca també per la ferocitat dels seus temporals.
El nom de Gran Sol prové del francès Grande Sole (gran llenguado). No s'ha de confondre amb el Box Irlandès (Irish Box, en anglès), calador aquest que està fora del Gran Sol i que designa una àrea de pesca reservada fitada entre paral·lels i meridians (box) al voltant de l'illa d'Irlanda.
Destaca per la seva riquesa pesquera sent les principals espècies objectiu de les flotes comunitàries: lluços, gall, rap, bacallà, eglefí, Merlà, Pleuronèctids, llenguados…

## Límits geogràfics del Sole
En texts i pàgines de meteorologia i previsió marítima hom parla d'una única àrea Sole amb les dimensions determinades pels punts:
```
50°00'N 06°15'W
```

```
50°00'N 15°00'W
```

```
48°27'N 15°00'W
```

```
48°27'N 06°15'W 
```

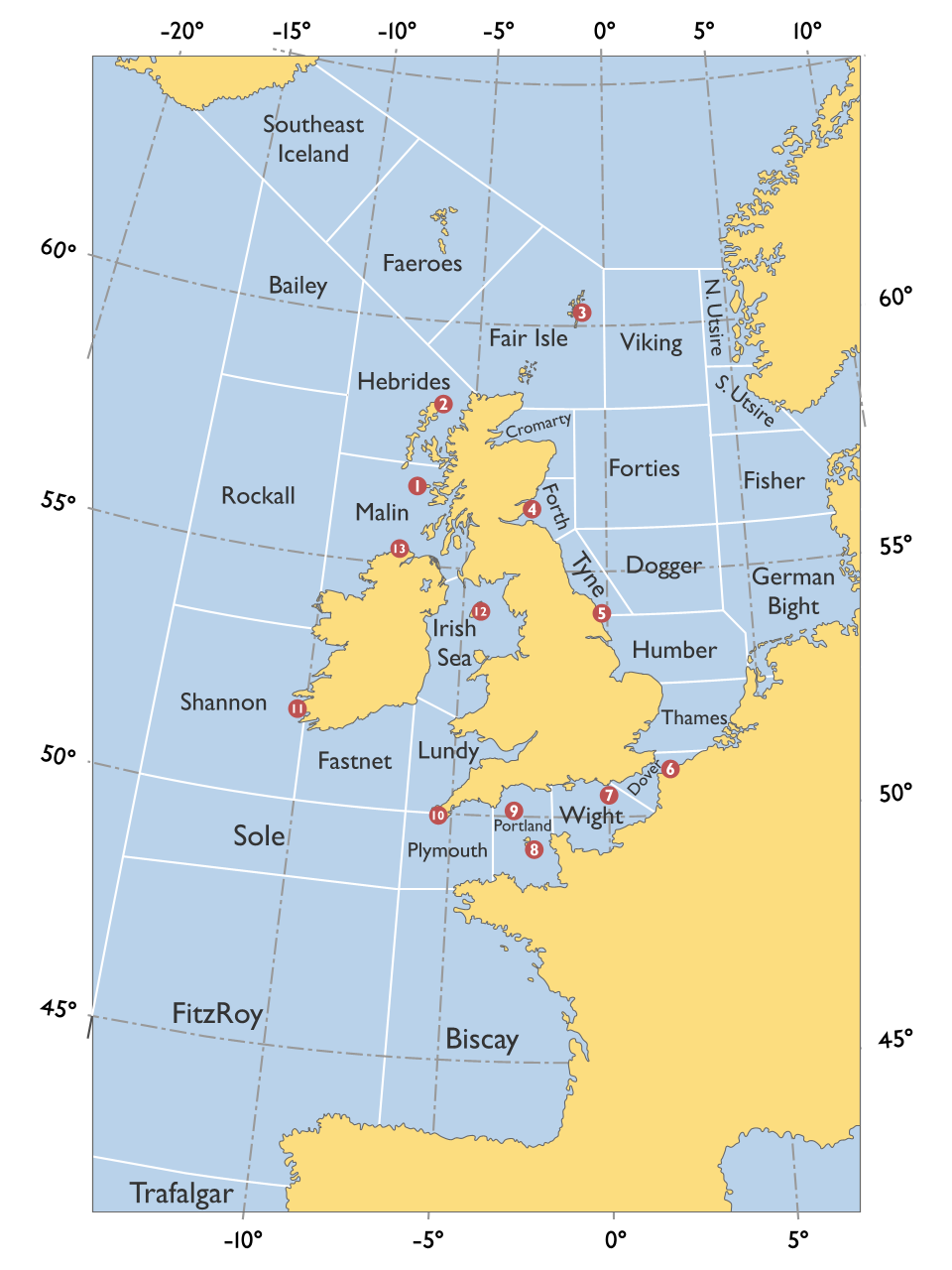
Mapa de les àrees marítimes i les estacions meteorològiques costaneres a què es refereix la previsió de navegació

En institucions com ICES, International Council for the Exploration of the Sea, es donen dues àrees, el Gran Sole i el Petit Sole.
Petit Sole: Les aigües limitades per una línia que comencen en un punt de 50°00 'de latitud nord 7°00' de longitud oest; d'allí cap a ponent fins a 9 ° 00 'de longitud oest; d'allí cap al sud fins als 48° 00 'de latitud nord; d'allí cap a l'est fins a 5 ° 00 'de longitud oest; d'aquí cap al nord fins als 49 ° 30 'de latitud nord; d'allí cap a ponent fins a 7° 00 'de longitud oest; d'allí cap al nord fins al punt d'inici.
Gran Sole: Les aigües limitades per una línia que comença en un punt de 52°30 'de latitud nord a la costa oest d'Irlanda; d'allí cap a ponent fins a 12° 00 'de longitud oest; d'allí cap al sud fins als 48 ° 00 'de latitud nord; d'allí cap a l'est fins a 9° 00 'de longitud oest; d'allí cap al nord fins a la costa sud d'Irlanda; d'allí, en direcció oest i nord, al llarg de la costa d'Irlanda fins al punt d'inici.